# СКВИЧ
СКВИЧ — белорусский футбольный клуб из города Минск, основанный в 2000 году. С 2003 по 2008 годы участвовал в Высшей лиге Беларуси (кроме 2004 и 2007 годов), с 2009 по 2013 годы — в Первой лиге, в 2014 году сыграл во Второй лиге, а затем прекратил существование.

## Названия клуба
- «Локомотив» (2000—2008)
- СКВИЧ (Спортивный клуб Василия Ивановича Чапаева) (с 2009 года)

## История
С 2001 года команды футбольного клуба «Сквич» начали выступать в городских, республиканских и международных соревнованиях. Команда «Локомотив» в чемпионате Беларуси заняла 1-е место во Второй лиге и было участником розыгрыша Кубка РБ 2002 года.
Команда СКВИЧ в зональных республиканских соревнованиях среди юношей 1985—1986 годов рождения на приз «Хрустальный мяч» заняла 1-е место и вышла в финальную часть соревнований, а команда юношей 1985—1986 годов рождения победила в международном турнире в 2001 году в Пинске.
Команды клуба участвовали в чемпионате Беларуси по футболу 2002 года, в розыгрыше кубка «Хрустальный мяч» в двух возрастных группах.

## Достижения
- Высшее достижение в чемпионате Беларуси — 11-е место: 2005.
- Финалист Кубка Беларуси: 2003.
- Самая крупная победа в чемпионатах Беларуси — 5:0 («Славия», Мозырь, 2005).
- Чемпион Первой лиги: 2004.
- Бронзовый призёр Первой лиги: 2007.
- Чемпион Второй лиги: 2001.

## Выступление в чемпионатах Беларуси
| Сезон | Лига | Место | И  | В  | Н | П  | М     | О  | Бомбардир        |
| ----- | ---- | ----- | -- | -- | - | -- | ----- | -- | ---------------- |
| 2001  | Д3   | 1 ▲   | 34 | 26 | 4 | 4  | 77-17 | 82 | Д. Осипенко — 24 |
| 2002  | Д2   | 3     | 30 | 20 | 6 | 4  | 59-16 | 66 | Д. Денисюк — 16  |
| 2003  | Д1   | 15 ▼  | 30 | 5  | 9 | 16 | 16-42 | 24 |                  |
| 2004  | Д2   | 1 ▲   | 30 | 24 | 3 | 3  | 75-25 | 75 |                  |
| 2005  | Д1   | 11    | 26 | 7  | 5 | 14 | 30-43 | 26 |                  |
| 2006  | Д1   | 13 ▼  | 26 | 5  | 4 | 17 | 26-52 | 19 |                  |
| 2007  | Д2   | 3 ▲   | 26 | 16 | 4 | 6  | 49-21 | 52 | Ю. Мархель — 12  |
| 2008  | Д1   | 14 ▼  | 30 | 6  | 7 | 17 | 28-50 | 25 |                  |
| 2009  | Д2   | 5     | 26 | 11 | 6 | 9  | 37-29 | 39 | Ю. Мархель — 11  |
| 2010  | Д2   | 2     | 30 | 17 | 7 | 6  | 52-21 | 58 | Ю. Мархель — 28  |
| 2010  | Д2   | 2*    | 2  | 0  | 1 | 1  | 1-3   | 1  | А. Кухарёнок — 1 |
| 2011  | Д2   | 4     | 30 | 16 | 6 | 8  | 57-27 | 54 | В. Шаков — 16    |
| 2012  | Д2   | 4     | 28 | 16 | 7 | 5  | 61-19 | 55 | Ю. Мархель — 29  |
| 2013  | Д2   | 15    | 30 | 3  | 3 | 24 | 21-63 | 12 |                  |

* Примечание. Переходные матчи за выход в Высшую лигу (см. Чемпионат Беларуси по футболу 2010#Таблица).

## Дублирующий состав
Вторая команда под названием СКВИЧ в 2002 и 2007 годах принимала участие в первенстве Второй лиги.